# シザーズドア

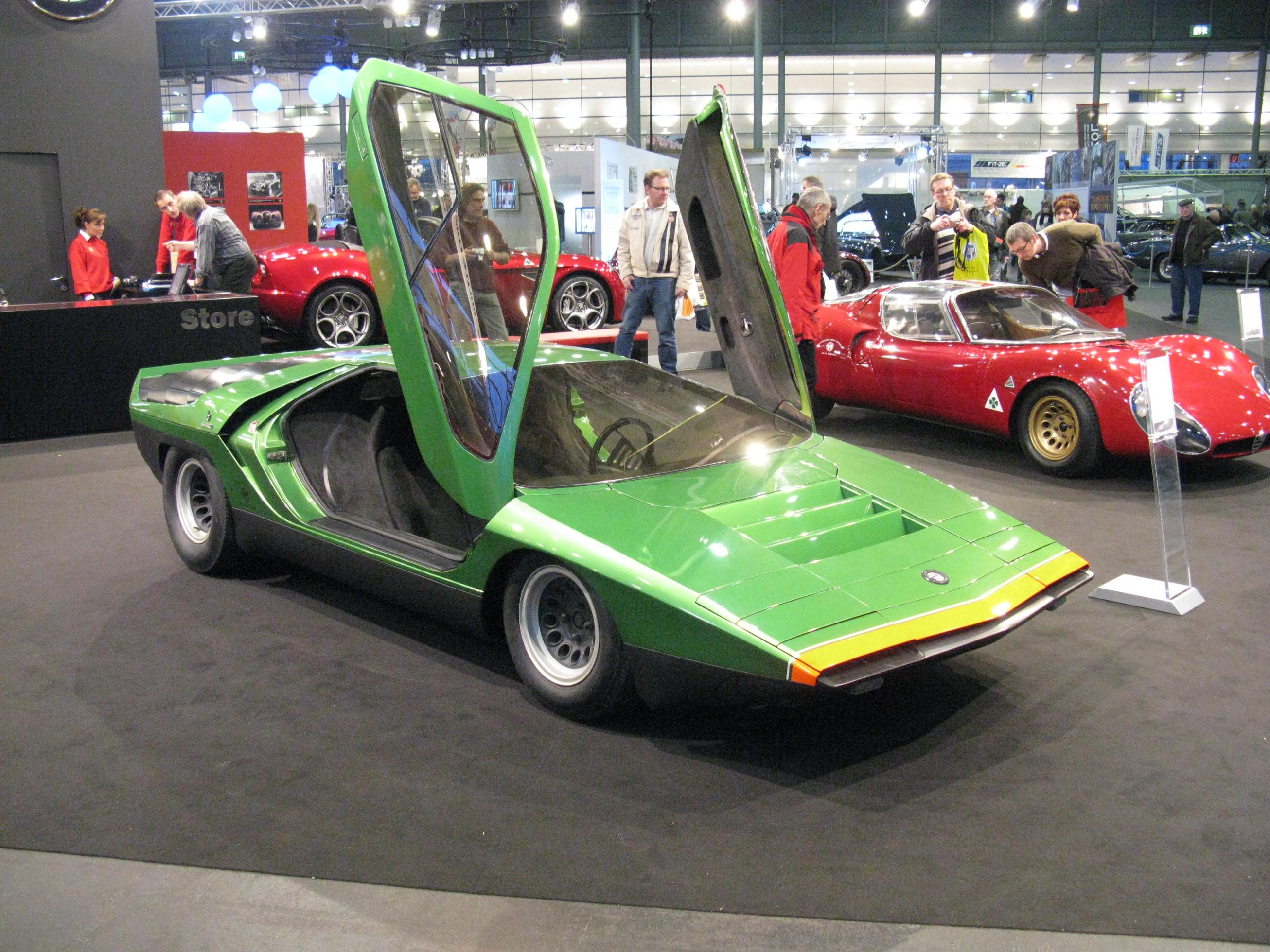
世界初のシザードア採用車アルファロメオ・カラボ

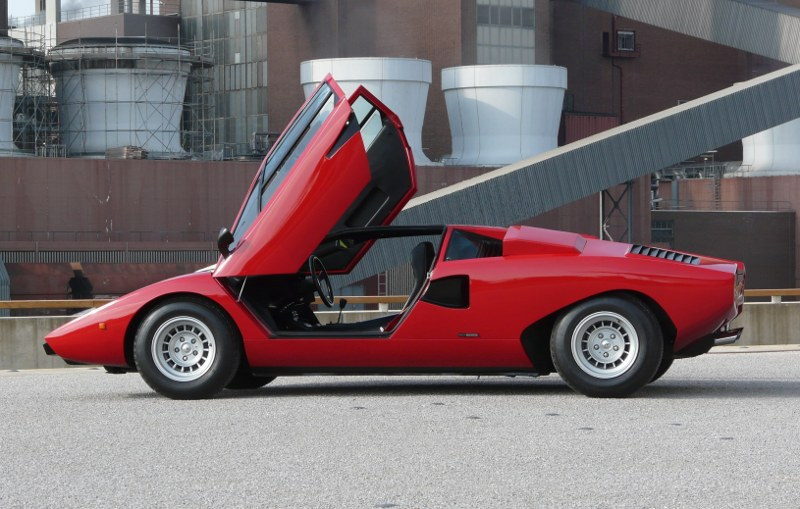
世界初のシザードア採用市販車ランボルギーニ・カウンタック

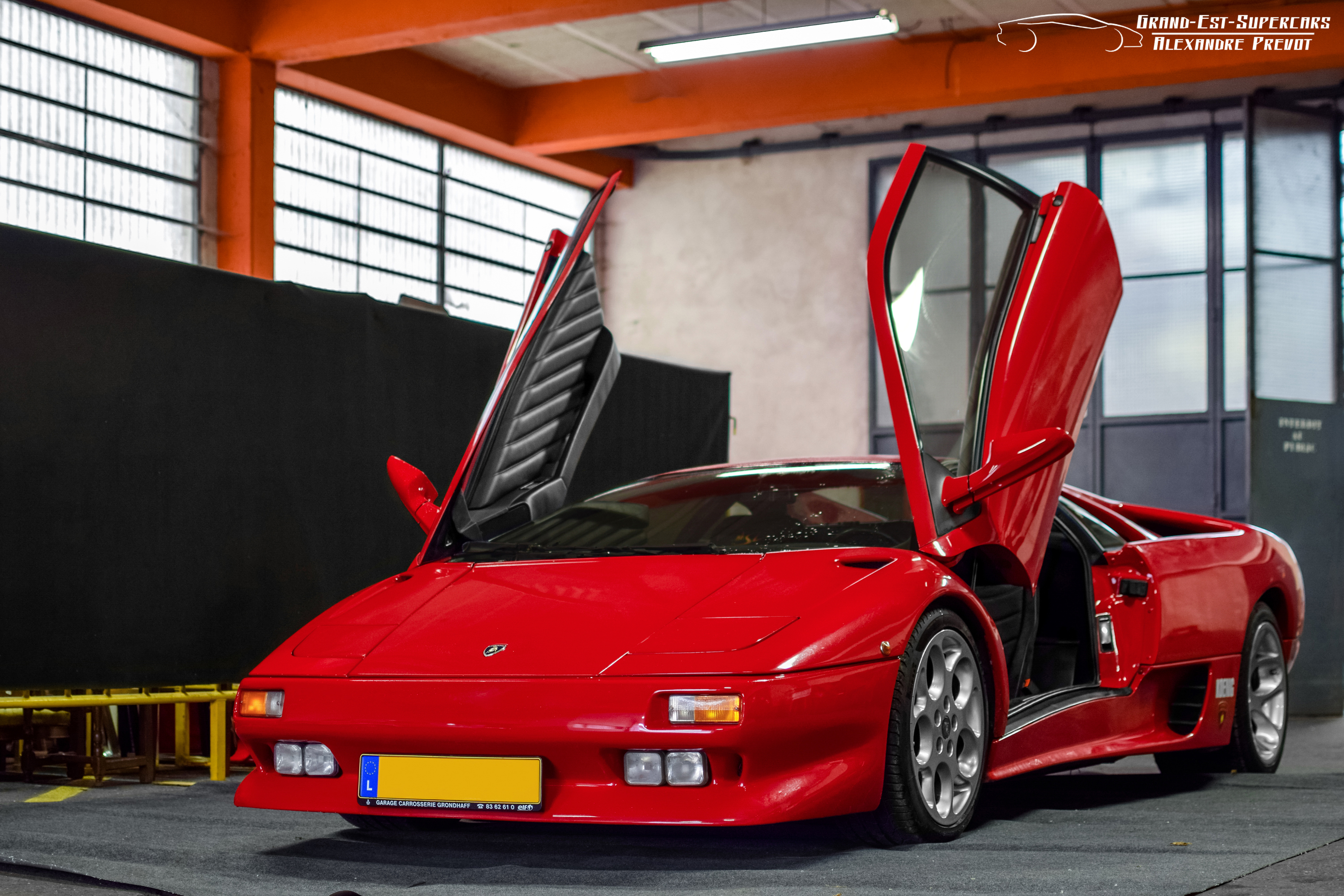
ランボルギーニ・ディアブロ

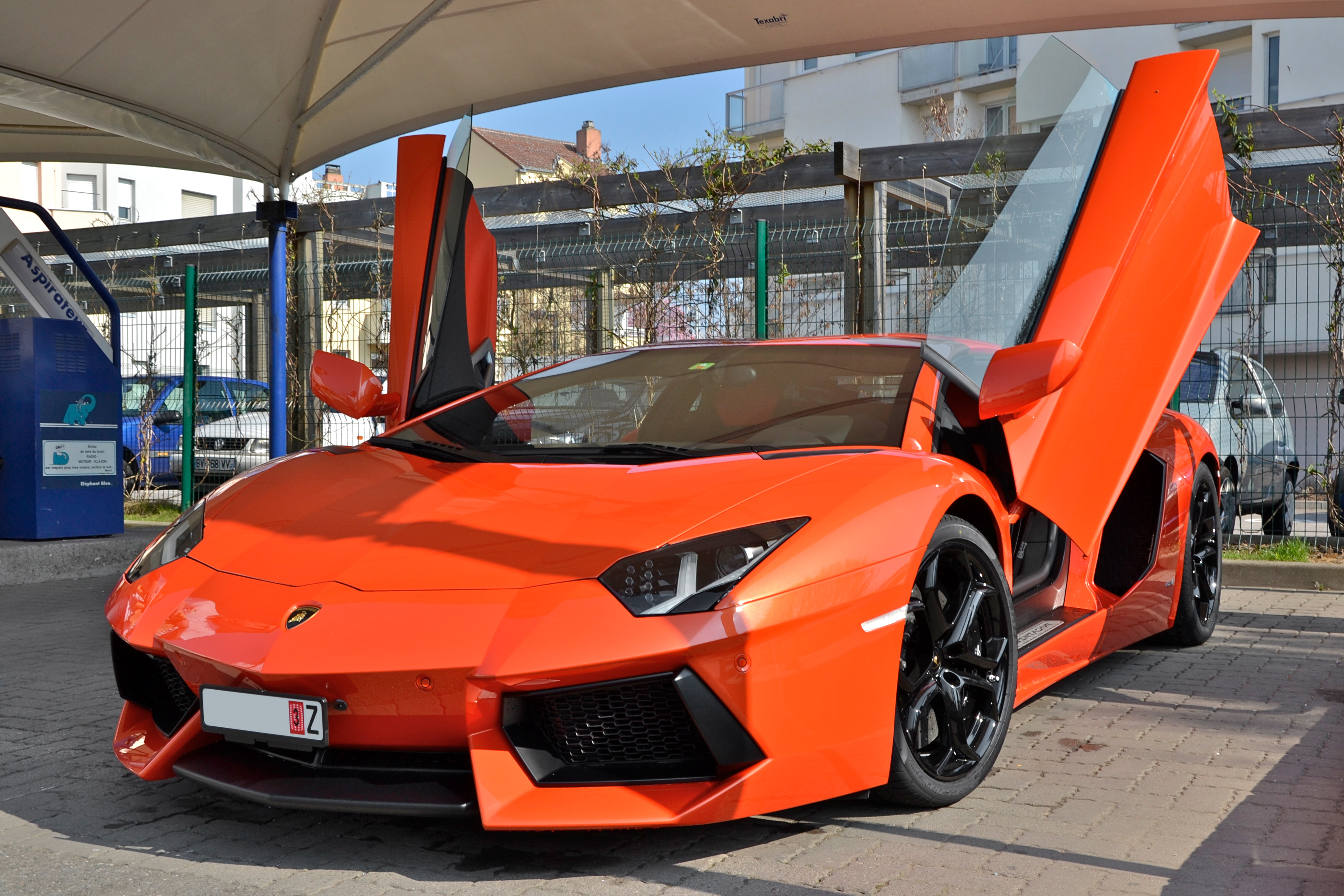
ランボルギーニ・アヴェンタドール

シザーズドア（Scissors Door）とは、乗用車用のドア開閉形式の一種でありドアの前部にある固定されたヒンジを軸に上方に開く（通常の車は、外側にドアが開く）。ハサミ（英 Scissors ）のような動きで開閉し、ランボルギーニ公式ではシザードアと呼称される。また、ウィングドアやランボルギーニドアと呼ばれることもあり、似たような開き方をするドアにバタフライドアがある。また、一部日本では「ガルウィングドア」と混同されているが、誤りである。（ガルウィングドア#類似のドアデザインも参照）

## 歴史
シザーズドアを初めて採用した車は、ベルトーネのマルチェロ・ガンディーニによってデザインされた1968年に発表されたコンセプトカーアルファロメオ・カラボである。 シザードアを持つ初めての市販車は、同じくガンディーニによってデザインされたランボルギーニ・カウンタックである。この車によって、シザードアは一般に有名になった。そのランボルギーニ12気筒エンジンの後継車である、ディアブロ、ムルシエラゴ、アヴェンタドール、レヴエルトもシザードアを採用している。

## 概要
アルファロメオ・カラボとランボルギーニ・カウンタックはウインドウの傾斜がきつくウインドウの下半分が開くようになっている。又、カラボとカウンタックはドアの前端がフェンダーにめり込むように開くが、ランボルギーニ・ディアブロ以降はドアの前端がフェンダーから離れるように上に開き、ランボルギーニ・アヴェンタドールでは垂直ではなく若干外に開きつつ上に開く。
シザードアは、元々横に開くドアの車にもシザードアとして開くようにする車種別改造パーツに交換すれば、ドアが横に若干開いてから上方に開き、シザードア風に出来る。また、シザードアになっている車のルーフパネルの1部を切り取り、ドア側に溶接などにより移植し、フォード・GTのような形状のドアにすることによって、ドアを開けた時に若干バタフライドアのような見た目になる。

## 実例
- ランボルギーニ・カウンタック
- ブガッティ・EB110
- スパイカー・C8